# Secret Voyage
Secret Voyage is het zevende studioalbum van Blackmore's Night.

## Nummers
1. "God Save the Keg" – 3:40
2. "Locked Within the Crystal Ball" – 8:04
3. "Gilded Cage" – 3:42
4. "Toast to Tomorrow" – 3:49
5. "Prince Waldeck's Galliard" – 2:13
6. "Rainbow Eyes" – 6:01
7. "The Circle" – 4:48
8. "Sister Gypsy" – 3:21
9. "Can't Help Falling in Love" – 2:51
10. "Peasant's Promise" – 5:33
11. "Far Far Away" – 3:54
12. "Empty Words" – 2:40